# محمد جعفر بن محمد ميران
هو  محمد جعفر بن محمد ميران المعروف بعبد الكريم بن محمد يعقوب بن نورالدين العباسي البوبكانى، والبوبكاني  نسبة إلى (بوبكان) إحدى مدن السند وفي تفسير معناها وجوه: منها أن "بوبك" في اللغة السندية اسم حشيش مخصوص ينبت في المنطقة هذه فقط ، ومنها أنه مركب من جزأين "بو" بمعنى الرائحة و’’بك‘‘ بمعنى الهفوة في لغتنا السندية  

## نشأته
ولد  سنة 930هـ وقرأ أولا على والده محمد ميران المعروف بعبد الكريم بمدينة ’’بوبك ‘‘ ثم بعد وفاته رحل إلى الحرمين الشريفين واستفادا وقرأ على العلماء المشهورين والمحدثين الموجودين آنذاك في الحرمين الشريفين ثم رجع إلى السند سنة 961هـ تقريبًا وتولى مسند أبيه في مدرسته بمدينة بوبك فأفاد منه عامة الناس وجاء إليه طلاب العلم من كل فج عميق. وبجانب التدريس بدأ يؤلف الكتب والرسائل العلمية، وخاصة حول المسائل العارضة حينئذ. وقد تنقل  بين عدة مدن مثل ’’ تته ‘‘و ’’هالا‘‘ في إقليم السند و’’كجرات في إقليم البنجاب. و’’شاهجهان ‘‘ من بلاد الهند، فضلا عن سفره إلى الحرمين الشريفين واستفاد من علماء كثير هناك.
توفي محمد جعفر البوبكاني في سنة 1002هـ عن عمر يناهز الثانية و السبعين.

## عصر الشيخ
كان  من علماء القرن العاشر الهجري، وهذا القرن في تاريخ بلاد السند هو قرن ازدهار العلوم والآداب، ولكن شهد هذا العصر بعض الحوادث السياسية الخطيرة المليئة بالبأس والشدة وسيطرة الأغيار على السند ؛ ظلت تعاني منها من قرنين من الزمان: ترسف وسيطروا في سلاسل السيطرة وأغلال العبودية وقد أضر سوء معاملة الأغيار لأهل السند بأذهان الناس وعقولهم وهممهم وأضعف عزائمهم وانعدم الأمن في السند بمجيء الأجنبيين ؛ حيث شن الأجانب من الأرغون والترخان الحروب على هذه البلاد وسيطروا عليها.
وأما من الناحية العلمية فقد كان الحال جيدًا لأهل العلم، ومع أن كثيرا من علماء السند قد ارتحلوا إلى الهند و الحرمين الشريفين لوقوع الفساد وعموم الاضطرابات، فقد كان من العلماء من أقام في السند وقاوم العدو ووقف في وجهه وجاهدهم في الميدان العلمي ونشروا جواهر علمية وفجروا منابع العلم فعاد العلماء المهاجرون وأفادوا الناس، فتقدمت الحياة العلمية وارتقت النهضة الأدبية واستؤنف التأليف بعد مدة طويلة وترجم القرآن الكريم إلى الفارسية لأول مرة في شبه القارة الهندية على أيدي  نوح الهالائي.
وفي بداية هذا القرن ظهر محمد مهدي الجونفوري في السند وقد ازدهرت حركته ولكن واجهته الحركة البلالية فمع أن بعض العلماء تأثر بهذه الحركة، ولكن محمد الجونفوري غادر السند وتركها و برزت الطريقة السهروردية والشطارية. فقد كان الملوك الأجانب رغم ظلمهم وطغيانهم يسعون لتقدم الحياة العلمية وازدهارها ؛ لحبهم العلم والأدب، وتشجيعهم العلماء، وتزويدهم بكل ما يحتاجون إليه.

## المكانته العلمية والاتجاه العقائدي للشيخ
كتب مؤرخ السند السيد القانع: المخدوم محمد جعفر بن المخدوم كان جامع الكمالات وكان معاصرا للمخدوم نوح. يقولون: 
| محمد جعفر بن محمد ميران | {{{متن}}} | محمد جعفر بن محمد ميران |

كما كان أعجوبة دهره ؛ ولذا فإن فضله وكماله باق إلى الآن في أولاده:  المخدوم عبد الغني والمخدوم نورالدين.
كان مجتهدا في العلوم والفنون، متمسكًا بالأحكام القرآنية، مخالفًا التفسير بالرأي، أما منهجه في الحديث فكان يقبل ما يوافق القرآن ويرد ما يخالفه. كان علم الحديث في السِّند آنذاك منحصرًا في «مشكوة المصابيح» فلما ذهب  إلى الحرمين الشريفين أتى بالمزيد من كتب الحديث وعلومه، ثم صنف كتابا باسم ’’عجالة الطالبين‘‘ بين فيه الأحاديث المنتشرة بين أهل السند، وألف ’’منهج العمال‘‘؛  لترويج الحديث الصحيح في السند ونشره بين الناس. وكان له منزلة عالية ومهارة كبيرة في الفقه والفتاوى على المذهب الحنفي الذي كان من المجتهدين فيه، وما زال كتاب ’’المتانة‘‘ مرجعا لكل فقيه، بل لعامة الناس وخاصتهم. وهو أول من صنف كتبا حول الطلاق الرائج الشائع في السند وما يتفرع عليه من المسائل وله شغف كبير بالأدب العربي والفارسي والسندي، ونظم أشعارا بالعربية. ونفعنا الله بفيوض هذا الحبر الجليل.
أما في مجال العقيدة الإسلامية فقد اعتمد  محمد جعفر ــ على الكتاب والسنة، وعندما يتناول موضوع رؤية الله وغير ذلك من الموضوعات التي تتعلق بالعقائد استدل بالأحاديث والأقوال السلف، كما يتحدث عن رؤية في المخطوط كشف الحق حيث ذكر: وعن أبي أمامة قال:  ’’ قال رسول الله إنكم لن تروا ربكم حتى تموتوا ‘‘. وقوله إنكم لن تروا ربكم حتى تموتوا فيما أخرج أحمد في مسنده وأبو داؤود في سننه عن عبادة بن الصامت فيما قاله في خروج الدجال وقوله ولا ترون ربكم حتى تموتوا  فيما أخرج ابن ماجة في سننه. وغير ذلك من الأدلة.

## مؤلفات الشيخ

### العقائد والكلام
1. كشف الحق
2. معاقد العقائد المعروف بالمكالمات
3. الإشارات لحل المعاقد والمكالمات
4. منهيات المكالمات والإشارات
5. أقل وأعدل كلمات في فصوص الحكم والغزوات

### المنطق والجدل
1. معيار النظر
2. معونة المبتدي
3. نهج المناظرة

### الأخلاق والسلوك
1. إرشاد الصادقين
2. فتح الدارين

### الفقه الإسلامي
1. المتانة في مرمة عن الخزانة
2. البصارة في العمل بالإشارة
3. حل العقود في طلاق السنود
4. مجموعة رسائل في الطلاق

- - القول المبرم في قول السنود
  - قرنه في حكم الحلف بالمرنة والبرنة
  - التنميق في توقيت المرأة في التطليق
  - كمية الواقع
  - استفتاء في تعليق الطلاق
  - الحجة القوية في جواب الرسالة الحلفية

### علم الحديث
1. منهج العمال
2. عجالة الراغبين في انتقاد الحافظين في بيان الأحاديث الموضوعات
3. عجالة الوقت

### علم الصرف والنحو والعروض
1. شرح ميزان الصرف
2. العراضة في علم العروض والقافية
3. عرض العراضة

### علم البلاغة
1. بنية البيان
2. بيان البنية

### مناهج التعليم
1. نهج التعليم
2. حاصل النهج

### ورد ذكر الكتب التالية دون معلومات عنها
1. بداية النحو
2. أهم النحو المعروف بالكلماتية
3. شرح الفوائد الضيائية